# Ambrus (Lot-et-Garonne)
Ambrus település Franciaországban, Lot-et-Garonne megyében. Lakosainak száma 109 fő (2022. január 1.). Ambrus Saint-Pierre-de-Buzet, Pompiey, Xaintrailles, Buzet-sur-Baïse, Caubeyres, Damazan és Fargues-sur-Ourbise községekkel határos.

## Népesség
A település népességének változása:
| Lakosok száma | 92   | 81   | 78   | 87   | 109  | 110  | 113  | 110  | 108  | 109  |
|               | 1968 | 1982 | 1990 | 2006 | 2013 | 2015 | 2017 | 2019 | 2020 | 2022 |